# Noblella heyeri
Espèce
Synonymes
- Phyllonastes heyeri Lynch, 1986

Statut de conservation UICN

 LC  : Préoccupation mineure
Noblella heyeri est une espèce d'amphibiens de la famille des Craugastoridae.

## Répartition
Cette espèce se rencontre entre 1 700 et 3 000 m d'altitude, :
- dans la région de Piura au Pérou ;
- dans la province de Loja en Équateur.

## Description
Les mâles mesurent de 12,9 à 14,1 mm et les femelles de 13,1 à 15,9 mm.

## Étymologie
Cette espèce est nommée en l'honneur de William Ronald Heyer.

## Publication originale
- Lynch, 1986 : New species of minute leptodactylid frogs from the Andes of Ecuador and Peru. Journal of Herpetology, vol. 20, no 3, p. 423-431.